# Exclusão de arquivo
Exclusão de arquivo ou deletar é uma maneira de remover um arquivo do sistema de arquivos de um computador ou de outros dispositivos que possuam sistema de armazenamento. Ao excluir um arquivo ele pode ser movido para uma lixeira, onde pode ser restaurado ou completamente eliminado, onde os dados armazenados em uma unidade de disco rígido (HD) são movidos para lixeira, já os armazenados em memórias flash, discos ou locais de rede os arquivos serão apagados.
Os motivos para excluir arquivos são:
1. Liberar o espaço em disco.[3]
2. Remover dados duplicados ou desnecessários para evitar confusão.
3. Tornar as informações sigilosas indisponíveis para os outros.

Todos os sistemas operacionais incluem comandos para excluir arquivos (rm no Unix, del/delete no MS-DOS, Microsoft Windows, etc.). Gerenciadores de arquivos também fornecem uma maneira conveniente de excluir arquivos. Arquivos podem ser excluídos um por um, ou uma árvore inteira de diretórios pode ser excluída.